# Снитище
Сни́тище — село в Україні, в Народицькій селищній територіальній громаді Коростенського району Житомирської області. Населення становить 148 осіб.

## Географія
На південному заході від села бере початок  річка Безіменна, ліва притока Ужа.

## Історія
Колишня назва Снітіще.
У 1906 році Снітища, село Христинівської волості Овруцького повіту Волинської губернії. Відстань від повітового міста 20 верст, від волості 10. Дворів 44, мешканців 337.